# Pyhtää
Pyhtää (en sueco Pyttis) es un municipio de Finlandia. Se encuentra en la región de Kymenlaakso. El municipio tiene una población de 5.129 habitantes (a fecha 31 de diciembre de 2008). Abarca una superficie de 743,26 km² de los que 453,69 km² son agua. La densidad de población es de 17,71 habitantes por km².
El municipio es bilingüe, con una mayoría de hablantes del finlandés y una minoría de suecos.

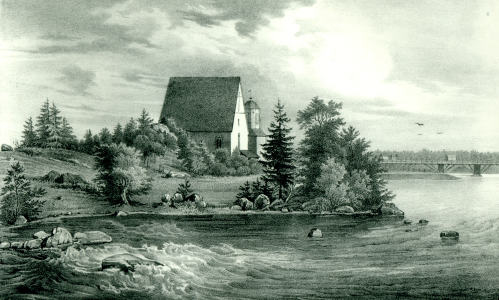
La iglesia medieval de Pyhtää. Litografía de Johan Knutson, mediados del.

La iglesia medieval se encuentra en el pueblo de Itäkirkonkylä/Österkyrkoby («Villa de la Iglesia Oriental»). Durante la Reforma las pinturas sobre los muros se blanquearon. Hace unos años se redescubrieron eliminando el blanqueado. El pueblo queda justo al este del afluente más occidental del río Kymi (en sueco, Kymmene) y fue en una época la frontera entre Rusia y Suecia, según se estableció en el tratado de Åbo de 1743. De hecho, en el lado occidental del río hay un municipio llamado Ruotsinpyhtää («Pyhtää sueca») conocida como Strömfors en sueco.